# Pueblo Alwine
Alwine es un pueblo Alemán cerca de Berlín. En Alwine hay cinco casas, una casa de dos familias, una casa unifamiliar, dos bloques de apartamentos, varias dependencias, cobertizos y garajes. Alwine tiene un solo camino de 150 metros.
El asentamiento se originó en los edificios de la fábrica de una antigua mina de lignito cercana. Los edificios de la fábrica se convirtieron gradualmente en edificios residenciales. El nombre Alwine debería provenir de la esposa o hija del dueño de la mina de mediados del siglo XIX.
La mina de carbón de lignito Alwine y la cercana fábrica de briquetas Louise se cerraron después del turno. Poco a poco, la mayoría, especialmente los habitantes más jóvenes, se alejaron de Alwine. En 2001, un agente de bienes raíces y su hermano compraron el pueblo por una marca simbólica. No se realizaron inversiones anunciadas. Después de la muerte del corredor, su hermano subastó Alwine el 9 de diciembre de 2017 en su totalidad por 140,000 euros en Berlín, como un "acuerdo con el carácter de la aldea", como se dice en el catálogo de la subasta. El comprador era un postor anónimo, que luego renunció a la compra.